# Battaglia di Maldon
La battaglia di Maldon si svolse il 10 agosto 991 nei pressi di Maldon, lungo le sponde del fiume Blackwater nell'Essex, durante il regno di Etelredo II d'Inghilterra.

## La battaglia
Il conte Byrhtnoth ed i suoi thegn guidarono gli anglosassoni contro un'invasione vichinga riportando una sconfitta. Dopo la battaglia l'arcivescovo Sigerico di Canterbury e gli aldermanni delle province sud-occidentali suggerirono a re Etelredo di comprare i Vichinghi piuttosto che continuare a combatterli. Il risultato fu un pagamento di 10 000 sterline romane (3300 kg) d'argento, primo esempio di Danegeld in Inghilterra.
Un racconto della battaglia, arricchito da molte citazioni attribuite ai guerrieri e da altri dettagli, è legato a un antico poema in anglosassone solitamente chiamato The Battle of Maldon. Un moderno ricamo creato per la celebrazione del millenario nel 1991 raffigura in parte la battaglia, e può essere ammirato presso il Maeldune Centre di Maldon.
Un manoscritto della Cronaca anglosassone parla di un norvegese, Olaf Tryggvason, che guidò le forze vichinghe stimate in 2000/4000 uomini. Una fonte del XII secolo, il Liber Eliensis, scritto dai monaci di Ely, afferma che Byrhtnoth comandava solo poche centinaia di uomini: "Egli non fu mai scosso dallo scarso numero dei suoi uomini, né temeva la moltitudine del nemico". Non tutte le fonti confermano questa disparità numerica.

## Il poemaThe Battle of Maldon
The Battle of Maldon (La battaglia di Maldon) è il nome solitamente dato a un frammento di 325 righe di un poema in antico inglese. Studi linguistici hanno portato a credere che inizialmente l'opera fosse trasmessa oralmente, per poi essere scritta in un'opera perduta in dialetto sassone orientale, e sopravvivere oggi in sassone occidentale, forse grazie a uno scriba che operava nel monastero di Worcester alla fine dell'XI secolo. Fortunatamente fu allegato a un manoscritto importante, la Vita di Re Alfredo scritta da Asser, il che ne garantì la salvezza. Il manoscritto, da allora separato, bruciò nell'incendio della Cottonian Library presso Ashburnham House nel 1731. John Elphinstone trascrisse 325 righe del poema nel 1724, ma le prime ed ultime pagine del libro furono perse (probabilmente 50 su ogni lato): un vecchio catalogo lo descrive come fragmentum capite et calce mutilatum ("mutilato a testa e piedi"). Come risultato si è perso l'obbiettivo del poema e la sua data di stesura.
Al tempo della battaglia l'opinione reale di rispondere alle incursioni vichinghe non era condivisa. Alcuni erano favorevoli alla scelta di pagare gli invasori vichinghi con terre e ricchezze, mentre altri avrebbero voluto combatterli fino all'ultimo uomo.
I Vichinghi stavano risalendo con le navi il fiume Blackwater (allora chiamato Panta), e Byrhtnoth chiamò i propri uomini. Il poema inizia con lui che ordina ai propri uomini di alzarsi e prendere le armi. I suoi uomini, tranne le sue guardie, erano cittadini e contadini della zona. I guerrieri giunsero a cavallo ma combatterono a piedi. I Vichinghi raggiunsero una piccola isola nel fiume. Un ponte di terra univa l'isola alla riva; la descrizione sembra corrispondere all'isola di Northey. Questo porterebbe ad individuare come luogo dello scontro un punto 3km a sud-est di Maldon. Olaf parlò ai Sassoni, promettendo di andarsene se avesse ricevuto oro e corazze dai signori. Byrhtnoth replicò "Ti pagheremo con punte di lancia e lame di spada".
Gli uomini di Olaf non potevano marciare verso gli avversari a causa della strettezza del ponte ed egli chiese a Byrhtnoth il permesso di raggiungere la costa. Byrhtnoth, per il suo ofermōde (orgoglio), permise ai Vichinghi di sbarcare sulla terraferma. I Vichinghi vinsero lo scontro dopo aver perso molti uomini, e uccisero Byrhtnoth. Un inglese di nome Godrīc fuggì col cavallo di Byrhtnoth. I fratelli di Godrīc, Godwine e Godwīg, lo seguirono. A quel punto molti inglesi batterono in ritirata, riconoscendo il cavallo e pensando che il suo cavaliere fosse lo stesso Byrhtnoth. Dopo la battaglia il corpo di Byrhtnoth fu trovato senza la testa, ma la spada con l'elsa in oro fu rinvenuta vicino a lui.
Esistono discussioni sul significato di ofermōd.  Nonostante significhi letteralmente over-heart (avere troppo cuore), potrebbe anche significare "orgoglio" o "eccesso di coraggio" (cfr. lo svedese övermod o il tedesco Übermut). Secondo J.R.R. Tolkien il poema è l'elegia di una terribile perdita, e il monaco autore pone la causa della sconfitta nel peccato di superbia del suo comandante, ipotesi rafforzata dal fatto che ofermōd viene usato in ogni altra opera per indicare la superbia di Satana. Nella chiesa di Santa Maria di Maldon si trova una vetrata raffigurante la preghiera di un Byrhtnoth morente.
Gli invasori e i razziatori norreni avevano obbiettivi differenti. Quelli affrontati dagli inglesi erano razziatori, o in lingua norrena í víking, e volevano conquistare ricchezze piuttosto che occupare terre per insediarsi. Se Byrhtnoth avesse affrontato i Vichinghi sul ponte di terra, o se li avesse pagati, Olaf si sarebbe spostato da un'altra parte a cercare tesori. Trattandosi di un uomo con truppe ed armi, può darsi che Byrhtnoth abbia permesso ai Vichinghi di scendere a terra per proteggere gli altri. Il poema potrebbe essere l'opera di quella parte di corte di Etelredo che sosteneva l'aggressione violenta dei Vichinghi, piuttosto che il pagamento dei tributi.

## Altre fonti
La morte di Byrhtnoth, ealdorman dell'Essex, viene ricordata in quattro versioni  della Cronaca anglosassone, nel manoscritto Cotton Tiberius. La Vita di Osvaldo, scritto a Ramsey nello stesso periodo, parla di Byrhtnoth come di un essere soprannaturale, una figura profetica.

## Fonte del manoscritto
Nella Cotton Library, la "battaglia di Maldon" si trova ad Otho A xii. La trascrizione di Elphinstone è conservata presso la British Library.

## Nei media
- The Homecoming of Beorhtnoth Beorhthelm's Son è il titolo di un'opera di J.R.R. Tolkien pubblicata in origine nel 1953 nel volume 6 della rivista Essays and Studies by Members of the English Association. È un'opera di fiction storica, ispirata dal frammento di Maldon in antico inglese. È scritta in forma di poema allitteratico, ma è anche un'opera teatrale, essendo soprattutto un dialogo tra due personaggi dopo la battaglia di Maldon. L'opera fu accompagnata da due scritti, entrambi di Tolkien, uno precedente e l'altro successivo all'opera principale.
- Il racconto breve di K.V. Johansen intitolato "Anno Domini Nine Hundred and Ninety-One", della collana Storyteller and Other Tales, è un racconto della battaglia di Maldon.
- In un episodio del romanzo fantascientifico Perelandra di Clive Staples Lewis, il protagonista (filologo di Cambridge trasportato sul pianeta Venere) recita il "The Battle of Maldon" per potersi dare forza nell'attraversamento degli scuri tunnel che corrono sotto la superficie del pianeta.
- Il romanzo storico svedese "The Long Ships" comprende un racconto dettagliato della battaglia di Maldon, descritta dal punto di vista scandinavo.
- La band The black metal britannica Winterfylleth ha composto due canzoni nell'album intitolato The Ghost of Heritage (2008) che ricordano la battaglia di Maldon (traccia 2: The March to Maldon (03:46) e traccia 3: Brithnoth: The Battle of Maldon (991 AD)) * La band symphonic metal norvegese/tedesca Leaves' Eyes ha una canzone chiamata The Battle of Maldon sul cd del 2009 My Destiny.